# Biện Thượng
Biện Thượng là một xã thuộc tỉnh Thanh Hóa, Việt Nam.
Được thành lập ngày 16 tháng 6 năm 2025 theo Nghị quyết số 1686/NQ-UBTVQH15 của Ủy ban Thường vụ Quốc hội trên cơ sở toàn bộ diện tích tự nhiên và quy mô dân số của các xã Vĩnh Hùng, Minh Tân, Vĩnh Thịnh, Vĩnh An thuộc huyện Vĩnh Lộc, xã Biện Thượng chính thức hoạt động từ ngày 1 tháng 7 cùng năm.
Xã Biện Thượng có diện tích tự nhiên 65,40 km², quy mô dân số năm 2024 là 31.917 người, mật độ dân số đạt 488 người/km².